# Polder van J. Tijks, c.s.
De Polder van J. Tijks, c.s. is een voormalig waterschap in de provincie Groningen. De polder stond ook bekend onder de naam Tijkspolder.
Het poldertje lag ten noorden van Stitswerd en ten noorden van het Koksmaar, aan weerszijden van de zijweg van de Jacob Tilbusscherweg. Omstreeks 1895 bouwde Derk Pieters Tijks een molen die uitsloeg op het Koksmaar. In 1903 bouwden zijn zonen Jurjen Geert en Hendrik Tijks een nieuwe molen. Deze bemaalde slechts 9 ha van de polder het gehele jaar door. Het resterende westelijk gedeelte van 28 ha werd alleen in de winter bemalen.
Waterstaatkundig gezien ligt het gebied sinds 1995 binnen dat van het waterschap Noorderzijlvest.